# La Souterraine (Creuse)
Pour les articles homonymes, voir La Souterraine.
La Souterraine est une commune française située dans le département de la Creuse, en région Nouvelle-Aquitaine.
Les habitants de La Souterraine sont appelés Sostraniens.
Bâtie à l'emplacement d'une villa gallo-romaine, La Souterraine a conservé plusieurs témoins de ses fortifications du Moyen Âge dont, près de l'église, la porte Saint-Jean appelée aussi porte de Breith ou porte Notre-Dame. Édifiée aux XIIIe et XVe siècles, elle est ornée de deux tourelles en encorbellement, de créneaux et de mâchicoulis.
La commune de La Souterraine est labellisée Village étape depuis 2000.
C'est la deuxième ville la plus peuplée du département derrière la préfecture Guéret.

## Géographie

### Localisation
La commune est limitrophe du département de la Haute-Vienne.

### Communes limitrophes
La Souterraine est limitrophe de huit autres communes dont une en Haute-Vienne. Au nord-est, son territoire est limitrophe sur 230 mètres de celui de Vareilles et à l'est, sur 530 mètres de celui de Lizières.
| Vareilles                     | Saint-Agnant-de-Versillat | Noth                    |
| Arnac-la-Poste (Haute-Vienne) | La Souterraine            | Lizières                |
| Saint-Maurice-la-Souterraine  | Fursac                    | Saint-Priest-la-Feuille |

### Géologie et relief
Carte de l'occupation des sols de La Souterraine sur le Géoportail de l'ARB Nouvelle-Aquitaine : Entités paysagères:
Territoire communal : Occupation du sol (Corinne Land Cover); Cours d'eau (BD Carthage),
Géologie : Carte géologique; Coupes géologiques et techniques,
 Hydrogéologie : Masses d'eau souterraine; BD Lisa; Cartes piézométriques.
- Carte des paysages

### Sismicité
La commune est classée en zone de sismicité 2, correspondant à une sismicité faible

### Hydrographie et les eaux souterraines
Cours d'eau traversant la commune. Le territoire communal est arrosé par :
- la Benaize[3],
- la Sédelle[4],
- et la Brame[5].

Sur le territoire de la commune se trouve aussi l'étang du Cheix.

### Climat
Pour des articles plus généraux, voir Climat de la Nouvelle-Aquitaine et Climat de la Creuse.
Historiquement, la commune est dans une zone de transition entre le climat océanique limousin et le climat montagnard.  
En 2020, Météo-France publie une typologie des climats de la France métropolitaine dans laquelle la commune est dans une zone de transition entre le climat océanique altéré et le climat de montagne et est dans la région climatique Ouest et nord-ouest du Massif Central, caractérisée par une pluviométrie annuelle de 900 à 1 500 mm, maximale en automne et en hiver.
Pour la période 1971-2000, la température annuelle moyenne est de 10,7 °C, avec  une amplitude thermique annuelle de 15 °C. Le cumul annuel moyen de précipitations est de 969 mm, avec 13,2 jours de précipitations en janvier et 7,8 jours en juillet. Pour la période 1991-2020, la température moyenne annuelle observée sur la station météorologique installée sur la commune est de 11,5 °C et le cumul annuel moyen de précipitations est de 1 031,4 mm,. Pour l'avenir, les paramètres climatiques de la commune estimés pour 2050 selon différents scénarios d’émission de gaz à effet de serre sont consultables sur un site dédié publié par Météo-France en novembre 2022.
| Mois                                  | jan.             | fév.           | mars           | avril         | mai           | juin          | jui.          | août          | sep.          | oct.          | nov.           | déc.            | année      |
| ------------------------------------- | ---------------- | -------------- | -------------- | ------------- | ------------- | ------------- | ------------- | ------------- | ------------- | ------------- | -------------- | --------------- | ---------- |
| Température minimale moyenne (°C)     | 1,5              | 1,2            | 3,4            | 5,5           | 8,8           | 12,1          | 13,8          | 13,8          | 10,8          | 8,6           | 4,5            | 2,2             | 7,2        |
| Température moyenne (°C)              | 4,4              | 4,7            | 7,7            | 10,2          | 13,8          | 17,3          | 19,3          | 19,4          | 15,9          | 12,5          | 7,7            | 5               | 11,5       |
| Température maximale moyenne (°C)     | 7,2              | 8,3            | 12,1           | 14,9          | 18,7          | 22,5          | 24,8          | 25            | 21            | 16,4          | 10,9           | 7,8             | 15,8       |
| Record de froid (°C) date du record   | −22,5 09.01.1985 | −15,8 06.02.12 | −11,5 01.03.05 | −6 04.04.1990 | −2 09.05.1984 | 1 03.06.1989  | 3 04.07.1990  | 2 30.08.1988  | 0 29.09.1995  | −5 25.10.1983 | −12 22.11.1993 | −12 11.12.1969  | −22,5 1985 |
| Record de chaleur (°C) date du record | 19,5 28.01.24    | 22,9 27.02.19  | 26 24.03.1996  | 29 30.04.05   | 31 12.05.1969 | 36,8 18.06.22 | 38,1 18.07.22 | 39,2 12.08.03 | 36,2 04.09.23 | 31,9 08.10.23 | 25 02.11.1970  | 19,5 04.12.1985 | 39,2 2003  |
| Précipitations (mm)                   | 94,8             | 79,9           | 79,8           | 86,1          | 90,7          | 74,9          | 65,2          | 75,4          | 81,6          | 99,2          | 101,3          | 102,5           | 1 031,4    |

### Milieux naturels et biodiversité

#### Espaces protégés
La protection réglementaire est le mode d’intervention le plus fort pour préserver des espaces naturels remarquables et leur biodiversité associée,.
En 2023, il existe une aire protégée de 4,13 hectares sur le territoire communal, le site de la Chapuisette, au sud-ouest de la ville, au sud du lieu-dit le Puy Charraud.

#### Réseau Natura 2000
Le réseau Natura 2000 est un réseau écologique européen de sites naturels d'intérêt écologique élaboré à partir des directives habitats et oiseaux, constitué de zones spéciales de conservation (ZSC) et de zones de protection spéciale (ZPS).
Il n'existe aucun site Natura 2000 sur la commune.

#### Zones naturelles d'intérêt écologique, faunistique et floristique

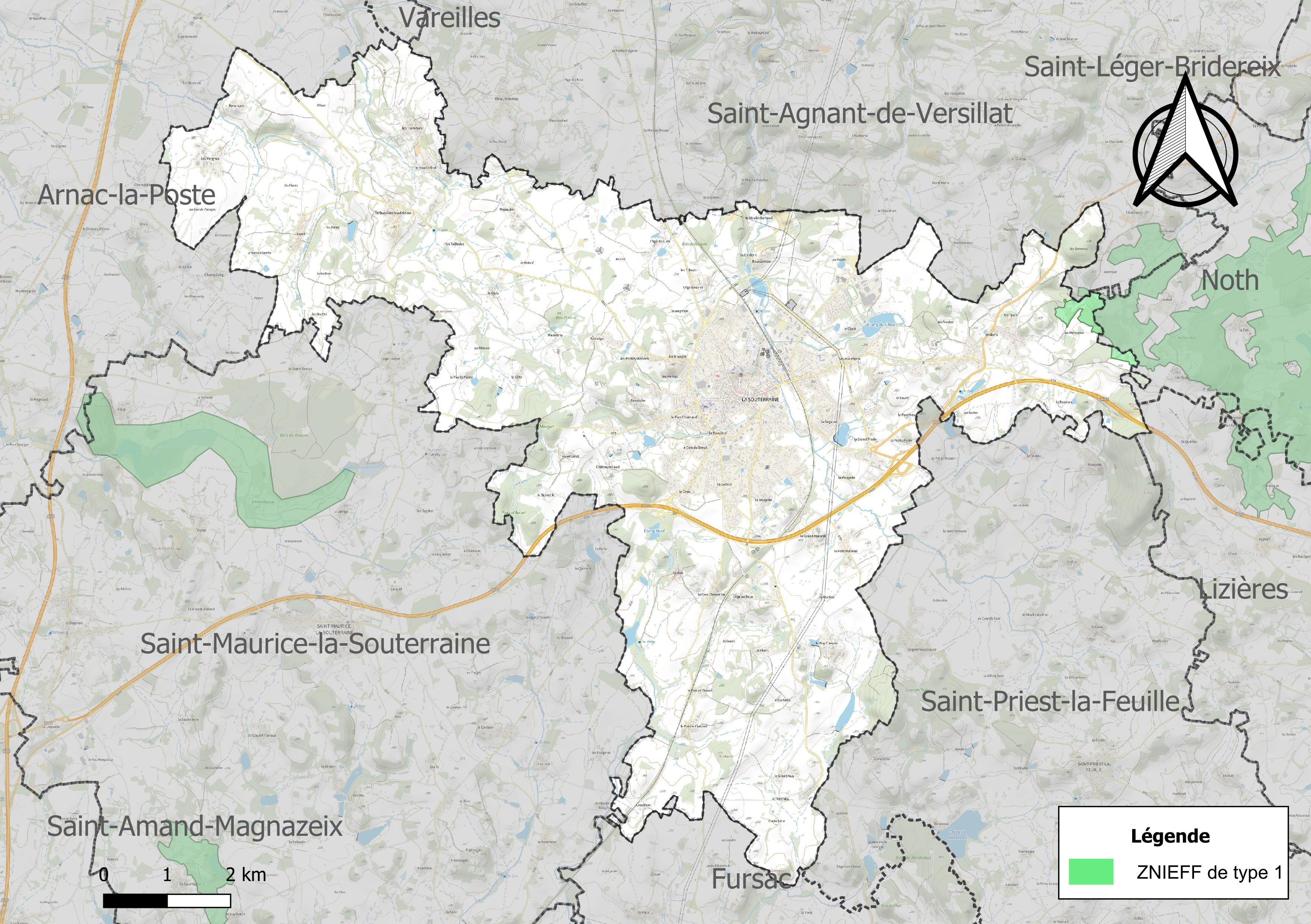
Carte de la ZNIEFF de type 1 à La Souterraine.

L'inventaire des zones naturelles d'intérêt écologique, faunistique et floristique (ZNIEFF) a pour objectif de réaliser une couverture des zones les plus intéressantes sur le plan écologique, essentiellement dans la perspective d’améliorer la connaissance du patrimoine naturel national et de fournir aux différents décideurs un outil d’aide à la prise en compte de l’environnement dans l’aménagement du territoire.
En 2023, une ZNIEFF est recensée sur la commune d’après l'INPN.
Le site « bois, bocage et étang de la Grande Cazine » est une ZNIEFF de type 1 qui s'étend sur 704 hectares, incluant les étangs de la Grande Cazine et de la Petite Cazine ; elle est située majoritairement sur le territoire de Noth (près de 90 %), et très partiellement sur ceux de Lizières, Saint-Agnant-de-Versillat et La Souterraine (quinze hectares en deux zones distinctes dans le nord-est de la commune, principalement près du lieu-dit les Marsagnes, soit 2 %),.
Cette zone présente une diversité biologique importante avec 168 espèces animales recensées dont treize espèces déterminantes (deux insectes, quatre mammifères, quatre oiseaux et trois poissons), ainsi que 13 espèces végétales dont six déterminantes de plantes phanérogames.

## Urbanisme

### Typologie
Au 1er janvier 2024, La Souterraine est catégorisée bourg rural, selon la nouvelle grille communale de densité à 7 niveaux définie par l'Insee en 2022.
Elle appartient à l'unité urbaine de La Souterraine, une unité urbaine monocommunale constituant une ville isolée,. Par ailleurs la commune fait partie de l'aire d'attraction de La Souterraine, dont elle est la commune-centre,. Cette aire, qui regroupe 12 communes, est catégorisée dans les aires de moins de 50 000 habitants,.

### Occupation des sols
L'occupation des sols de la commune, telle qu'elle ressort de la base de données européenne d’occupation biophysique des sols Corine Land Cover (CLC), est marquée par l'importance des territoires agricoles (74,8 % en 2018), en diminution par rapport à 1990 (76,3 %). La répartition détaillée en 2018 est la suivante : 
prairies (44,2 %), zones agricoles hétérogènes (27,2 %), forêts (12,4 %), zones urbanisées (10,3 %), terres arables (3,4 %), zones industrielles ou commerciales et réseaux de communication (2,6 %). L'évolution de l’occupation des sols de la commune et de ses infrastructures peut être observée sur les différentes représentations cartographiques du territoire : la carte de Cassini (XVIIIe siècle), la carte d'état-major (1820-1866) et les cartes ou photos aériennes de l'IGN pour la période actuelle (1950 à aujourd'hui).

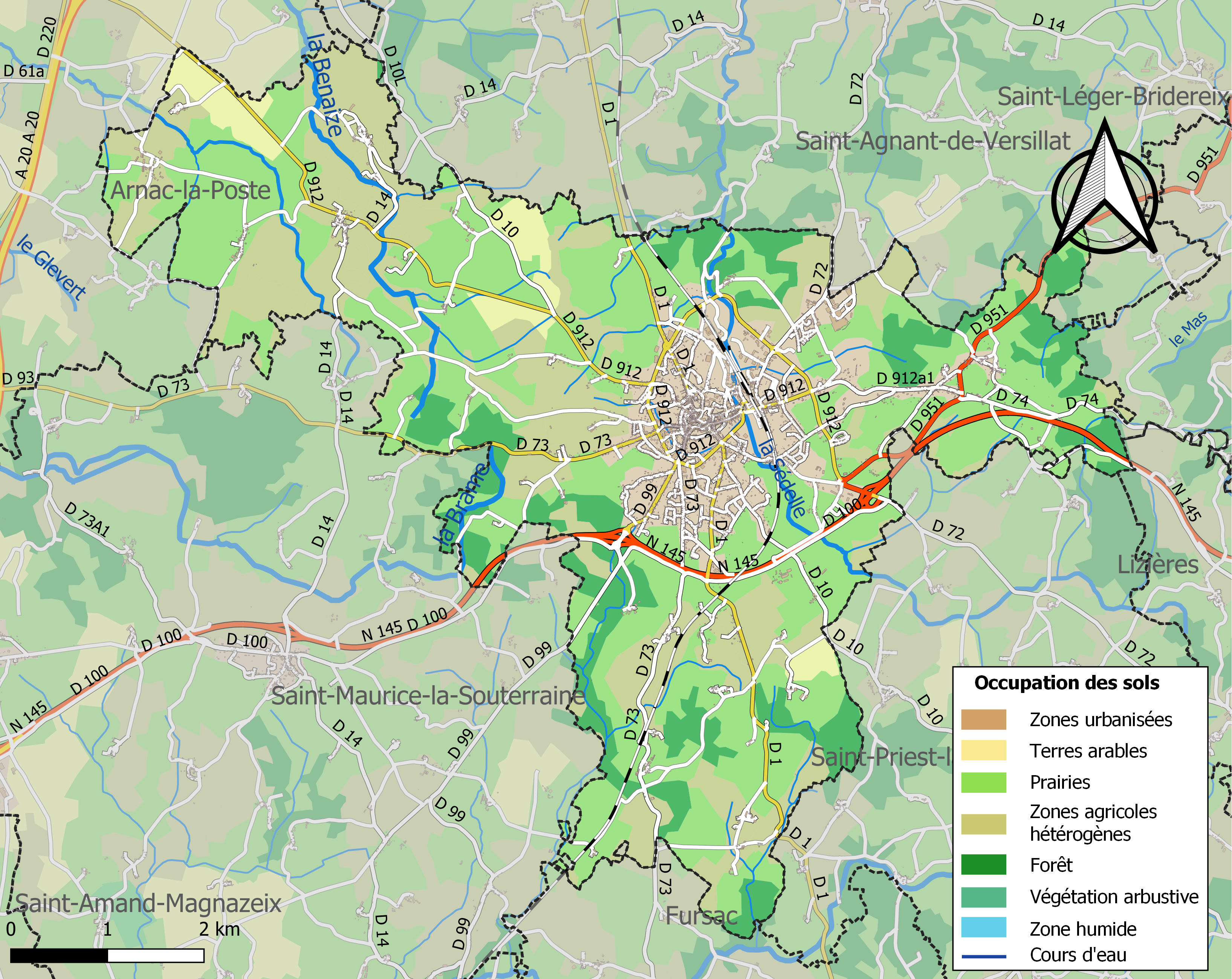
Carte des infrastructures et de l'occupation des sols de la commune en 2018 (CLC).

### Voies de communication et transports

#### Voies routières
- Route nationale 145 vers Saint-Maurice-la-Souterraine[25].
- Route départementale (RD) 1 vers les Gouttes.
- RD 912 vers la Bussière-Madeleine.
- RD 72 vers l'Aumone.

#### Transports en commun
- Réseau TransCreuse
- Ligne ferroviaire Paris-Toulouse encore appelée POLLT (Paris-Orléans-La Souterraine-Limoges-Toulouse)
- TER Nouvelle-Aquitaine

| Ligne | Caractéristiques                                   | Caractéristiques                                   | Caractéristiques                                   | Caractéristiques                                   | Caractéristiques                                   | Caractéristiques                                        | Caractéristiques                                   | Caractéristiques                                   | Caractéristiques                                   |
| ----- | -------------------------------------------------- | -------------------------------------------------- | -------------------------------------------------- | -------------------------------------------------- | -------------------------------------------------- | ------------------------------------------------------- | -------------------------------------------------- | -------------------------------------------------- | -------------------------------------------------- |
| L21   | Limoges-Bénédictins ↔ La Souterraine ↔ Châteauroux | Limoges-Bénédictins ↔ La Souterraine ↔ Châteauroux | Limoges-Bénédictins ↔ La Souterraine ↔ Châteauroux | Limoges-Bénédictins ↔ La Souterraine ↔ Châteauroux | Limoges-Bénédictins ↔ La Souterraine ↔ Châteauroux | Limoges-Bénédictins ↔ La Souterraine ↔ Châteauroux      | Limoges-Bénédictins ↔ La Souterraine ↔ Châteauroux | Limoges-Bénédictins ↔ La Souterraine ↔ Châteauroux | Limoges-Bénédictins ↔ La Souterraine ↔ Châteauroux |
|       | Longueur 137,1 km                                  | Durée 1 h 20                                       | Nb. arrêts 15                                      | Soirée / Dimanche - Férié · Non /                  | Horaires 5 h 38 - 18 h 55                          | Réseau TER Nouvelle-Aquitaine / TER Centre-Val de Loire |                                                    |                                                    |                                                    |

### Risques majeurs
Le territoire de la commune de La Souterraine est vulnérable à différents aléas naturels : météorologiques (tempête, orage, neige, grand froid, canicule ou sécheresse) et séisme (sismicité faible). Il est également exposé à un risque technologique, le transport de matières dangereuses, et à un risque particulier : le risque de radon. Un site publié par le BRGM permet d'évaluer simplement et rapidement les risques d'un bien localisé soit par son adresse soit par le numéro de sa parcelle.

#### Risques naturels

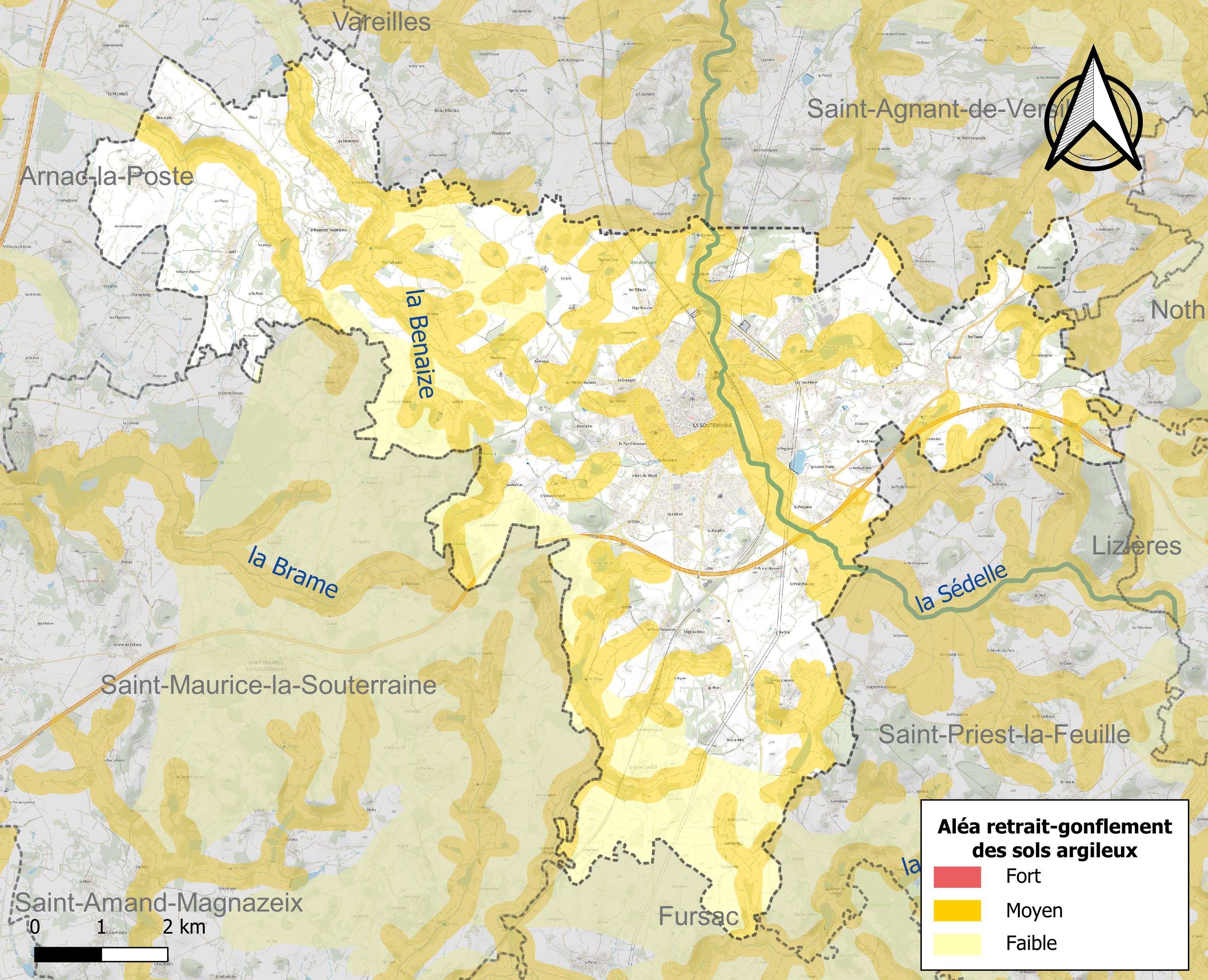
Carte des zones d'aléa retrait-gonflement des sols argileux de La Souterraine.

Le retrait-gonflement des sols argileux est susceptible d'engendrer des dommages importants aux bâtiments en cas d’alternance de périodes de sécheresse et de pluie. 38,1 % de la superficie communale est en aléa moyen ou fort (33,6 % au niveau départemental et 48,5 % au niveau national). Sur les 2 064 bâtiments dénombrés sur la commune en 2019, 496 sont en aléa moyen ou fort, soit 24 %, à comparer aux 25 % au niveau départemental et 54 % au niveau national. Une cartographie de l'exposition du territoire national au retrait gonflement des sols argileux est disponible sur le site du BRGM,.
Par ailleurs, afin de mieux appréhender le risque d’affaissement de terrain, l'inventaire national des cavités souterraines permet de localiser celles situées sur la commune.
La commune a été reconnue en état de catastrophe naturelle au titre des dommages causés par les inondations et coulées de boue survenues en 1982 et 1999. Concernant les mouvements de terrains, la commune a été reconnue en état de catastrophe naturelle au titre des dommages causés par la sécheresse en 2018 et 2019 et par des mouvements de terrain en 1999.

#### Risques technologiques
Le risque de transport de matières dangereuses sur la commune est lié à sa traversée par une ou des infrastructures routières ou ferroviaires importantes ou la présence d'une canalisation de transport d'hydrocarbures. Un accident se produisant sur de telles infrastructures est susceptible d’avoir des effets graves sur les biens, les personnes ou l'environnement, selon la nature du matériau transporté. Des dispositions d’urbanisme peuvent être préconisées en conséquence.

#### Risque particulier
Dans plusieurs parties du territoire national, le radon, accumulé dans certains logements ou autres locaux, peut constituer une source significative d’exposition de la population aux rayonnements ionisants. Certaines communes du département sont concernées par le risque radon à un niveau plus ou moins élevé. Selon la classification de 2018, la commune de La Souterraine est classée en zone 3, à savoir zone à potentiel radon significatif.

## Toponymie
Le nom de la ville, tel qu’il apparaît la première fois en 1268 (Subterranea), se rapporte à la crypte ou église souterraine de grande taille de la ville.
En dialecte marchois, la commune porte le nom de La Sostrane (prononcé [lɑ suˈtrɑ.nᵊ]) .

## Histoire
À quatre kilomètres à l'est du bourg actuel de La Souterraine, au lieu-dit Bridiers, se trouve une agglomération secondaire romaine pas encore identifiée mais attribuée aux Lémovices.
Des vestiges découverts en 2019 révèlent que l'occupation humaine du site remonte au IXe siècle de notre ère,,.
Vers 1017, Géraud (francisé, selon les auteurs, en Gérald ou Gérard), comte de Crozant, vicomte de Bridiers, vassal du duché d'Aquitaine, donne cette Villa Sosterranea à l'abbaye Saint-Martial de Limoges. À la suite de cette donation, on entreprend dès 1019 la construction de l'église, qui, commencée en style roman, est terminée en 1220 en style gothique.
Jusqu'au XVIe siècle, la ville s'entoure progressivement de fossés et remparts. Des portes de l'enceinte, deux sont conservées : la porte Saint-Jean et la porte du Puycharraud.
Au cours du XVIe, La Souterraine passe sous la dépendance administrative de la généralité de Limoges.
De 1790 à 1795, elle est chef-lieu du district de la Souterraine.
Depuis le Moyen Âge, comme dans toutes les communes du département, beaucoup d'hommes partaient tous les ans dans les grandes villes sur les chantiers du bâtiment pour se faire embaucher comme maçon, charpentier, couvreur. C'est ainsi que les maçons de la Creuse devinrent bâtisseurs de cathédrale ; en 1624, ils construisirent la digue de La Rochelle, au XIXe siècle, ils participèrent à la construction du Paris du baron Haussmann. Initialement temporaire de mars à novembre, l'émigration devint définitive : ainsi la Creuse a perdu la moitié de sa population entre 1850 et 1950. On retrouve dans le livre de Martin Nadaud, Mémoires de Léonard, la description de cet exode qui marqua si fortement les modes de vie.

## Politique et administration

### Découpage territorial
La commune fait partie du département de la Creuse (23) et de la région Nouvelle-Aquitaine.
Jusqu'en 2009, La Souterraine appartenait à la première circonscription de la Creuse, composée des cantons de : Bénévent-l'Abbaye, Bonnat, Bourganeuf, Dun-le-Palestel, Le Grand-Bourg, Guéret-Nord, Guéret-Sud-Est, Guéret-Sud-Ouest, Saint-Vaury, La Souterraine. Depuis l'ordonnance no 2009-935 du 29 juillet 2009 instaurant un nouveau découpage des circonscriptions législatives, La Souterraine appartient désormais à l'unique circonscription de la Creuse, regroupant tous les cantons du département.

### Liste des maires
| Période | Période  | Identité             | Étiquette   | Qualité |
| ------- | -------- | -------------------- | ----------- | --- |
| 1878    | 1902     | Alfred Vernadeau     | Républicain | notaire |
| 1945    | 1947     | Henri Pluyaud        | PCF         | électricien conseiller général du canton de La Souterraine (1945-1970)                                                   |
| 1947    | 1971     | Émile Parrain        | Soc.ind     | médecin |
| 1971    | 1977     | Guy Picoty           | DVG         | chef d'entreprise |
| 1977    | 1995     | Fernand Villard      | app. PCF    | enseignant |
| 1995    | 2008     | Yves Furet           | PS          | proviseur - conseiller général                                                                                           |
| 2008    | 2020     | Jean-François Muguay | PS          | retraité fonction publique                                                                                               |
| 2020    | En cours | Étienne Lejeune      | PS          | Conseiller départemental du canton de La Souterraine (2015-2021) Conseiller régional de Nouvelle-Aquitaine (depuis 2021) |

### Budget et fiscalité 2021
En 2021, le budget de la commune était constitué ainsi :
- total des produits de fonctionnement : 6 604 000 €, soit 1 239 € par habitant ;
- total des charges de fonctionnement : 5 686 000 €, soit 1 123 € par habitant ;
- total des ressources d'investissement : 3 158 000 €, soit 593 € par habitant ;
- total des emplois d'investissement : 2 687 000 €, soit 504 € par habitant ;
- endettement : 4 588 000 €, soit 861 € par habitant.

Avec les taux de fiscalité suivants :
- taxe d'habitation : 15,91 % ;
- taxe foncière sur les propriétés bâties : 46,45 % ;
- taxe foncière sur les propriétés non bâties : 77,43 % ;
- taxe additionnelle à la taxe foncière sur les propriétés non bâties : 0,00 % ;
- cotisation foncière des entreprises : 0,00 %.

Chiffres clés Revenus et pauvreté des ménages en 2020 : médiane en 2020 du revenu disponible, par unité de consommation : 19 850 €.

### Politique de développement durable
La commune a engagé une politique de développement durable en lançant une démarche d'Agenda 21.

### Politique environnementale
Dans son palmarès 2024, le Conseil national de villes et villages fleuris de France a attribué trois fleurs à la commune.

### Intercommunalité
Commune membre de la Communauté de communes du Pays Sostranien.

## Équipements et services publics

### Enseignement
Établissements d'enseignements :
- École maternelle des Fossés des Canards.
- École maternelle Jules-Ferry
- École primaire Jules-Ferry
- École primaire Tristan-L'Hermite
- Cité scolaire Raymont-Loewy

La cité scolaire Raymond-Loewy accueille les élèves à partir de la classe de 6e jusqu'au post-bac.
Le lycée prépare aux sections littéraire, scientifique, économie/gestion et arts appliqués du baccalauréat.
Cinq classes de DN MADE ( Diplômes National des Métiers d'Arts et du Design)  sont proposées : design d'espace (DE), design graphique (DG), design d'objet (DO) design matériaux textile ou céramique.
Une nouvelle formation a ouvert ses portes en 2012 : le DSAA (diplôme supérieur d'arts appliqués) créateur-concepteur, spécialité écoconception et design responsable. Cette formation de design global regroupe des étudiants des trois grands secteurs d'arts appliqués (espace, produit, graphisme). Les premiers diplômes seront décernés en 2014. Cette spécialité écoconception est unique en France.

### Santé
Professionnels et établissements de santé :
- médecins ;
- pharmacies à La Souterraine, Arnac-la-Poste, Saint-Pierre-de-Fursac, Saint-Sulpice-les-Feuilles ;
- hôpitaux à La Souterraine, Saint-Vaury, Magnac-Laval, Le Dorat, Bellac, Limoges.

## Population et société

### Démographie

#### Évolution démographique
L'évolution du nombre d'habitants est connue à travers les recensements de la population effectués dans la commune depuis 1793. Pour les communes de moins de 10 000 habitants, une enquête de recensement portant sur toute la population est réalisée tous les cinq ans, les populations de référence des années intermédiaires étant quant à elles estimées par interpolation ou extrapolation. Pour la commune, le premier recensement exhaustif entrant dans le cadre du nouveau dispositif a été réalisé en 2004.

En 2022, la commune comptait 4 928 habitants, en évolution de −11,26 % par rapport à 2016 (Creuse : −3,32 %, France hors Mayotte : +2,11 %).
| 1793  | 1800  | 1806  | 1821  | 1831  | 1836  | 1841  | 1846  | 1851  |
| ----- | ----- | ----- | ----- | ----- | ----- | ----- | ----- | ----- |
| 2 966 | 2 665 | 2 607 | 2 698 | 2 921 | 3 148 | 3 092 | 3 385 | 3 680 |

| 1856  | 1861  | 1866  | 1872  | 1876  | 1881  | 1886  | 1891  | 1896  |
| ----- | ----- | ----- | ----- | ----- | ----- | ----- | ----- | ----- |
| 3 953 | 3 754 | 4 029 | 4 131 | 4 356 | 4 562 | 4 929 | 4 773 | 4 586 |

| 1901  | 1906  | 1911  | 1921  | 1926  | 1931  | 1936  | 1946  | 1954  |
| ----- | ----- | ----- | ----- | ----- | ----- | ----- | ----- | ----- |
| 4 648 | 4 705 | 4 308 | 4 129 | 4 205 | 4 106 | 4 482 | 5 074 | 5 090 |

| 1962  | 1968  | 1975  | 1982  | 1990  | 1999  | 2004  | 2006  | 2009  |
| ----- | ----- | ----- | ----- | ----- | ----- | ----- | ----- | ----- |
| 4 718 | 5 104 | 5 302 | 5 690 | 5 459 | 5 320 | 5 309 | 5 273 | 5 496 |

| 2014  | 2019  | 2022  | - | - | - | - | - | - |
| ----- | ----- | ----- | - | - | - | - | - | - |
| 5 295 | 4 982 | 4 928 | - | - | - | - | - | - |

#### Pyramide des âges
La population de la commune est plus jeune que celle du département. En 2018, le taux de personnes d'un âge inférieur à 30 ans s'élève à 29,7 %, soit un taux supérieur à la moyenne départementale (25,7 %). Le taux de personnes d'un âge supérieur à 60 ans (38,3 %) est comparable au taux départemental (38,4 %).
En 2018, la commune comptait 2 382 hommes pour 2 712 femmes, soit un taux de 53,24 % de femmes, supérieur au taux départemental (51,47 %).
Les pyramides des âges de la commune et du département s'établissent comme suit :
| Hommes | Classe d’âge | Femmes |
| ------ | ------------ | ------ |
| 1,4    | 90 ou +      | 3,9    |
| 11,9   | 75-89 ans    | 16,6   |
| 20,6   | 60-74 ans    | 21,7   |
| 19,6   | 45-59 ans    | 19,5   |
| 13,4   | 30-44 ans    | 11,6   |
| 19,9   | 15-29 ans    | 15,4   |
| 13,2   | 0-14 ans     | 11,4   |

| Hommes | Classe d’âge | Femmes |
| ------ | ------------ | ------ |
| 1,4    | 90 ou +      | 3,5    |
| 10,5   | 75-89 ans    | 14,5   |
| 24,7   | 60-74 ans    | 24     |
| 21,4   | 45-59 ans    | 20,4   |
| 14,9   | 30-44 ans    | 13,8   |
| 13,5   | 15-29 ans    | 11,2   |
| 13,7   | 0-14 ans     | 12,7   |

### Sports et loisirs
- Maison des jeunes et de la culture (MJC)[51], 27 rue de Lavaud
- Centre culturel Yves Furet[52]

### Cultes
- Culte catholique, Paroisse Saint Jacques[53], Diocèse de Limoges.

## Économie

### Entreprises et commerces

#### Agriculture et élevage
- Culture et élevage associés[54].
- Culture de légumes, de melons, de racines et de tubercules.

#### Tourisme
- Hôtels et hébergement similaire.
- Le château Lezat Chambres d'hôtes[55].
- Camping.
- Gîtes de France.

#### Commerces
- Commerces et services de proximité.
- Magasins, restaurants[51].
- En 1992, le fabricant de costumes De Fursac délocalise 342 emplois en Pologne[51].

#### Industries
- L'une des principales industries de la ville est GM&S, sous-traitant de PSA, jusqu'à ce que, en Décembre 2016, la société soit placée en redressement judiciaire. À l'issue d'une longue période de lutte des salariés, le site est repris par l'équipementier automobile GMD au prix d'un plan social où 157 emplois sont supprimés sur les   277 salariés[56] (283 selon Lutte ouvrière[57]) que comptait le site[58]. Pour le député socialiste de la Creuse, Michel Vergnier, comme pour le maire de la commune Jean-François Muguet, il s'agit d'une catastrophe économique[51]. Depuis, le site compte 120 salariés et l'activité n'a pas repris à la hauteur annoncée[59].
- Fin 2022, l'entreprise Luçay Maroquinerie, qui appartient au groupe Rioland sous-traitant pour la marque de luxe Hermès, installe un site de production de maroquinerie dans la commune, sur la promesse de créer 250 emplois en 5 ans. En 2024, le site emploie 150 salariés, dont « 85 à 90 % de personnes venues de Pôle Emploi » et réalise en 2023 près de 3,1 millions d’euros de bénéfices. Bien que les conditions de travail soient considérées comme correctes, la délégation CGT accuse la direction de « discrimination syndicale »[60].

## Culture locale et patrimoine

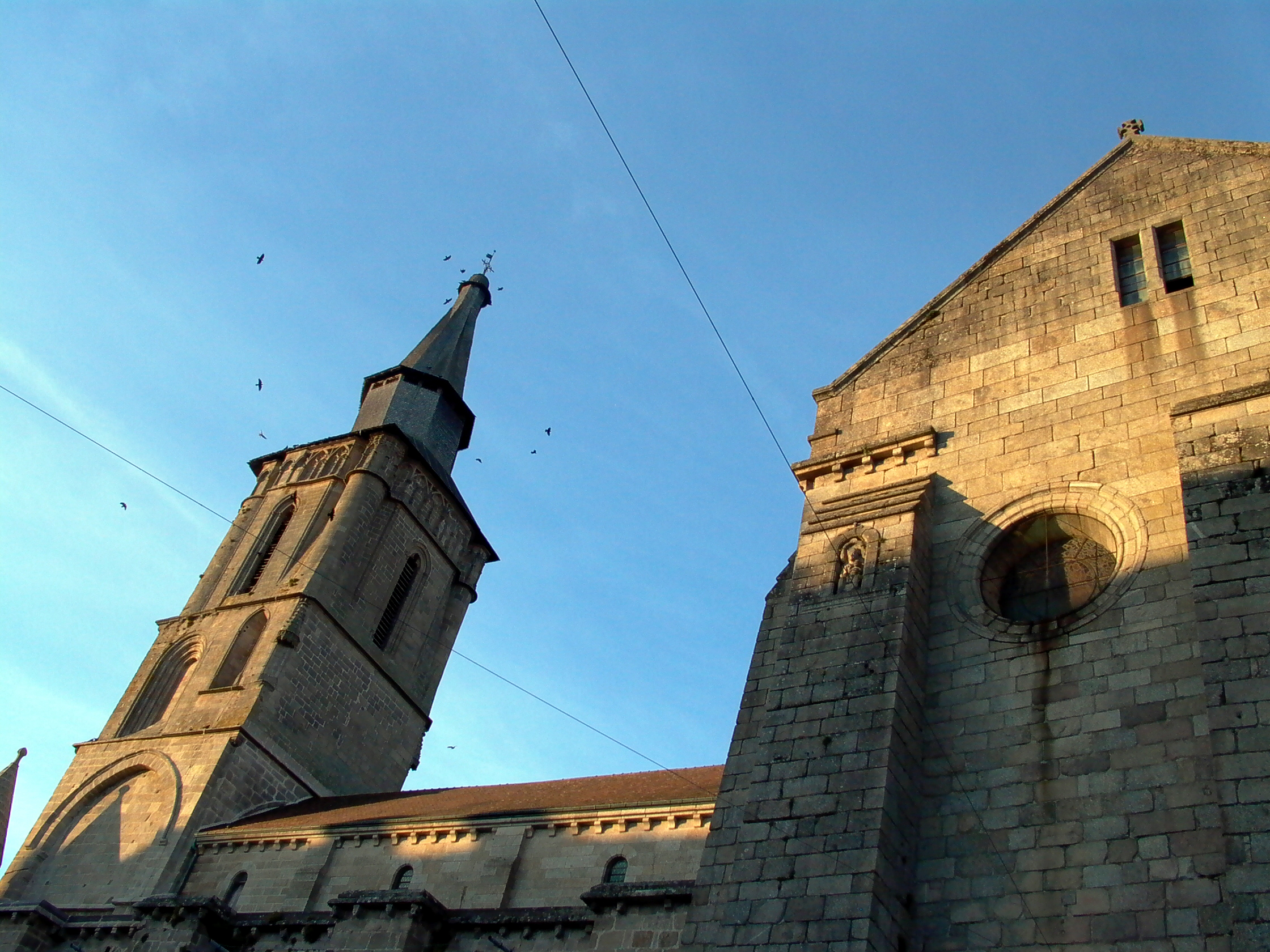
L'église.
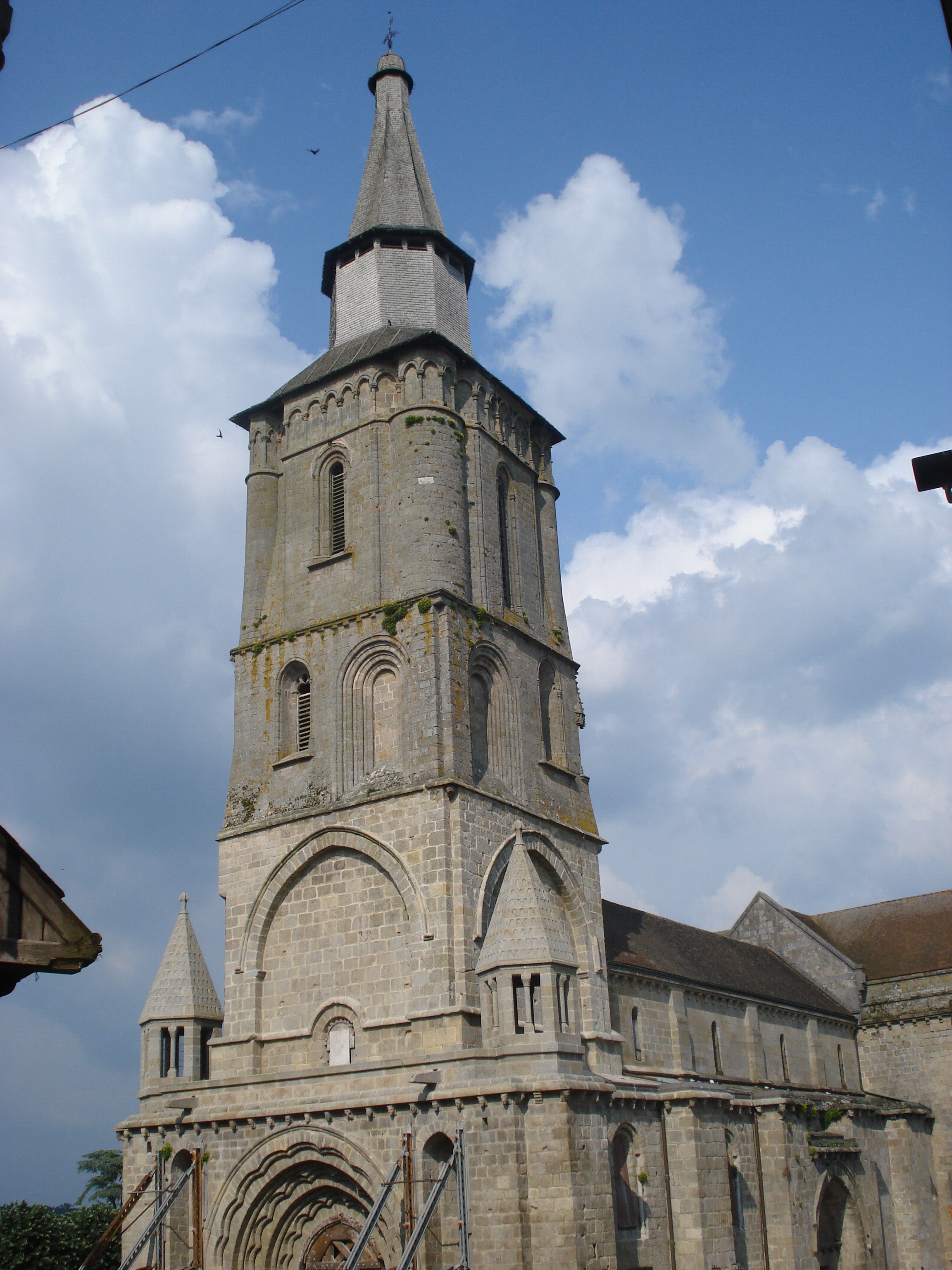
Clocher de l'église.
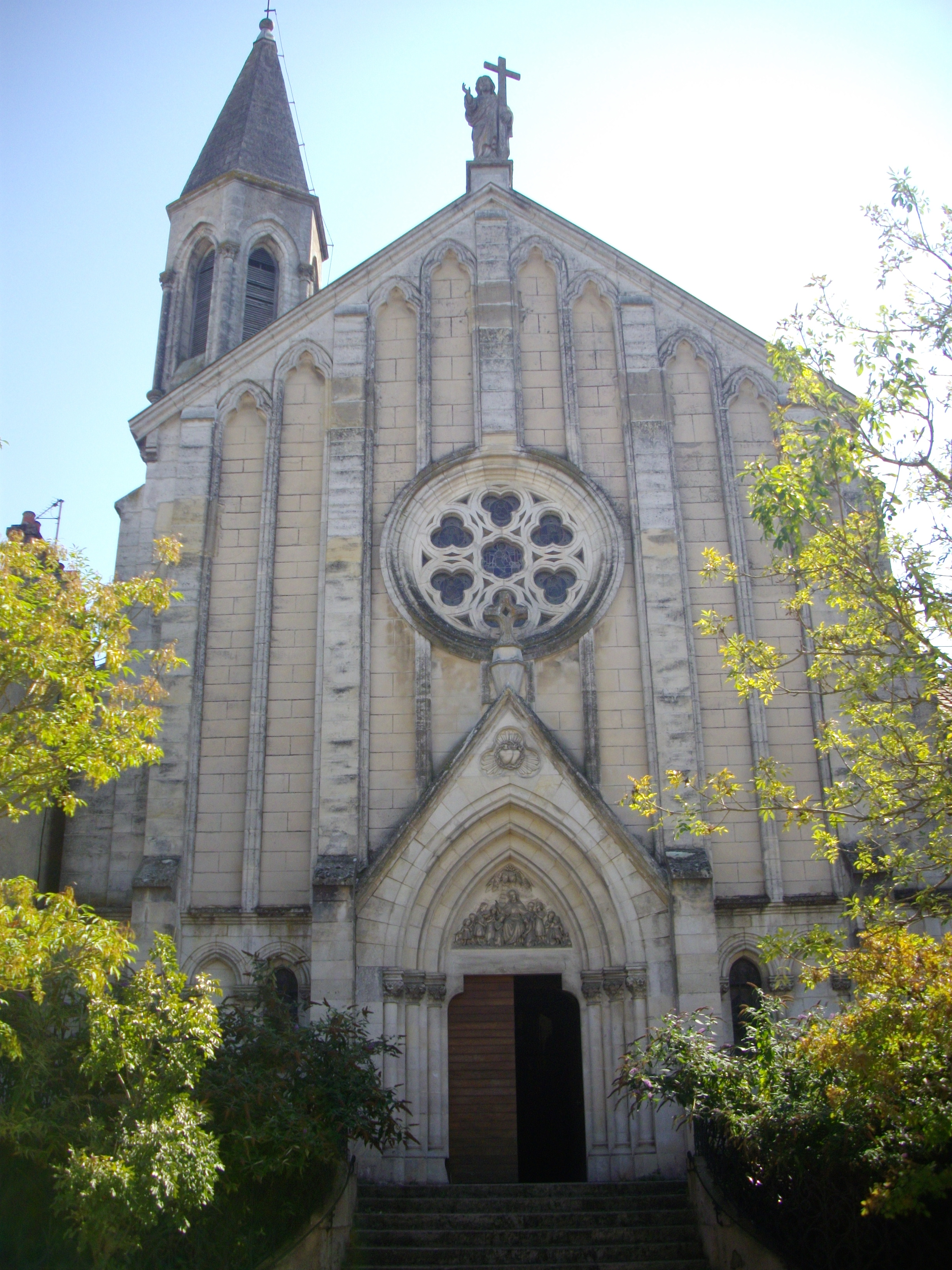
Couvent des Sœurs du Sauveur.
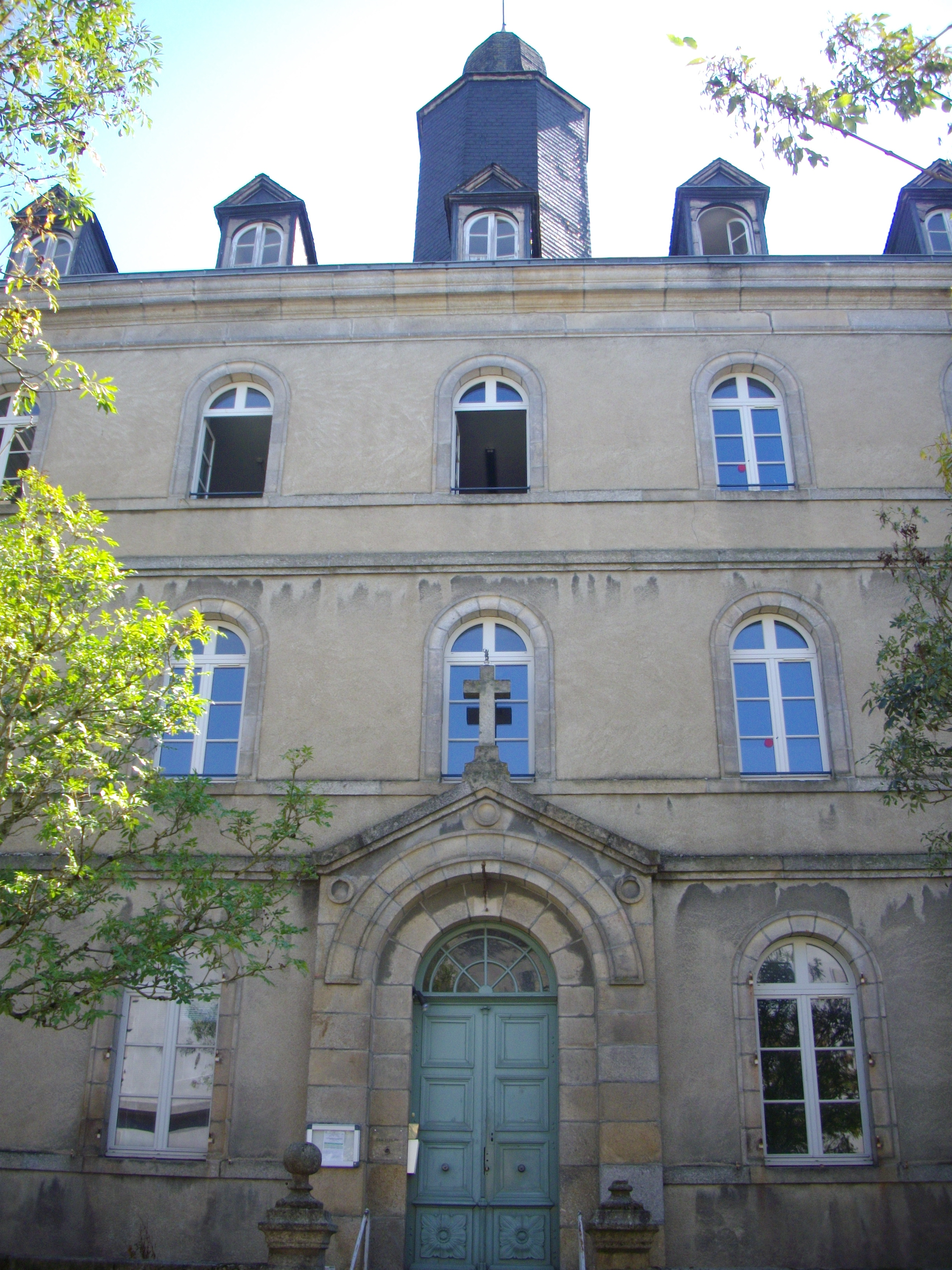
Couvent des Sœurs du Sauveur.
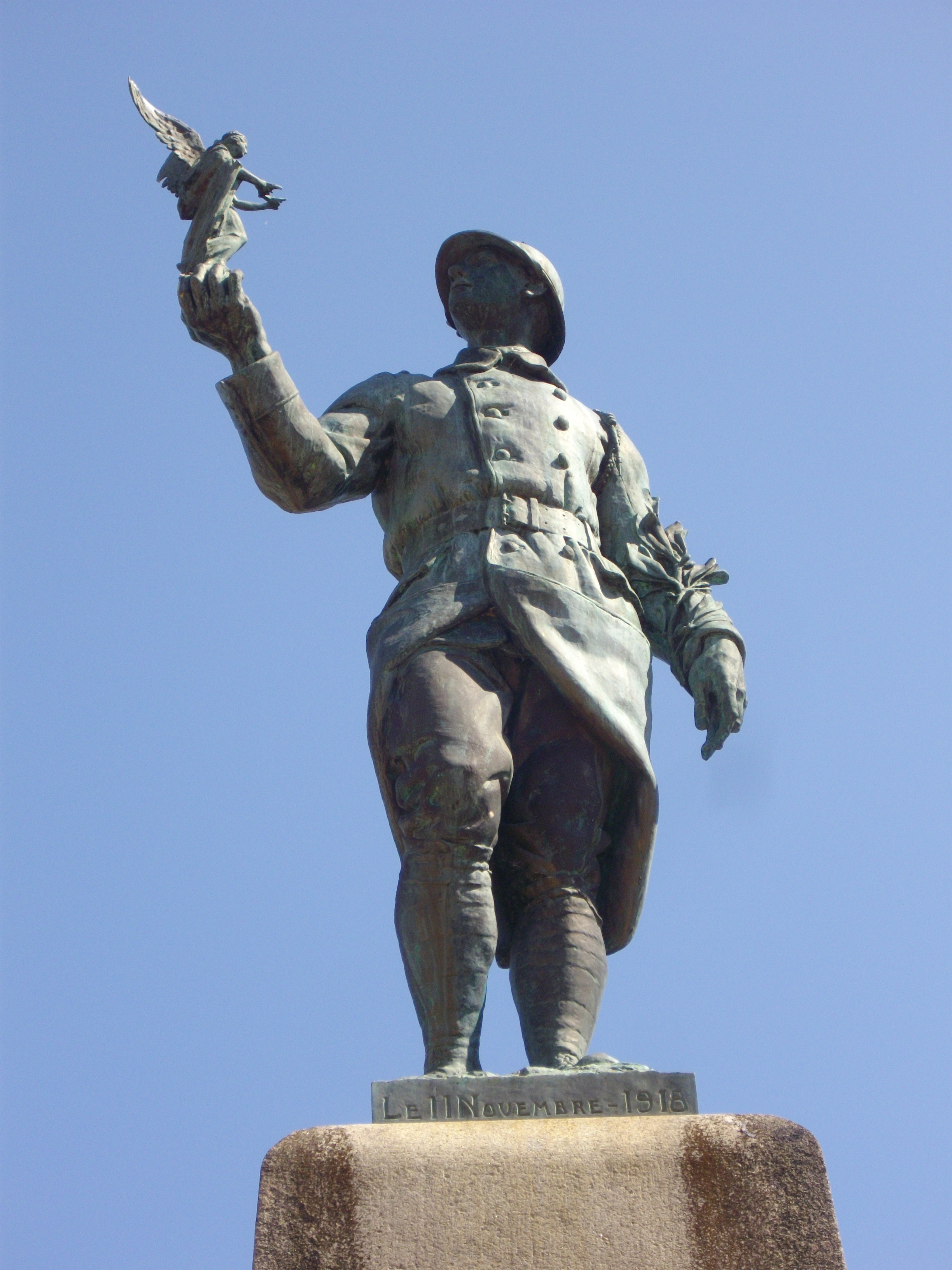
Monument aux morts.
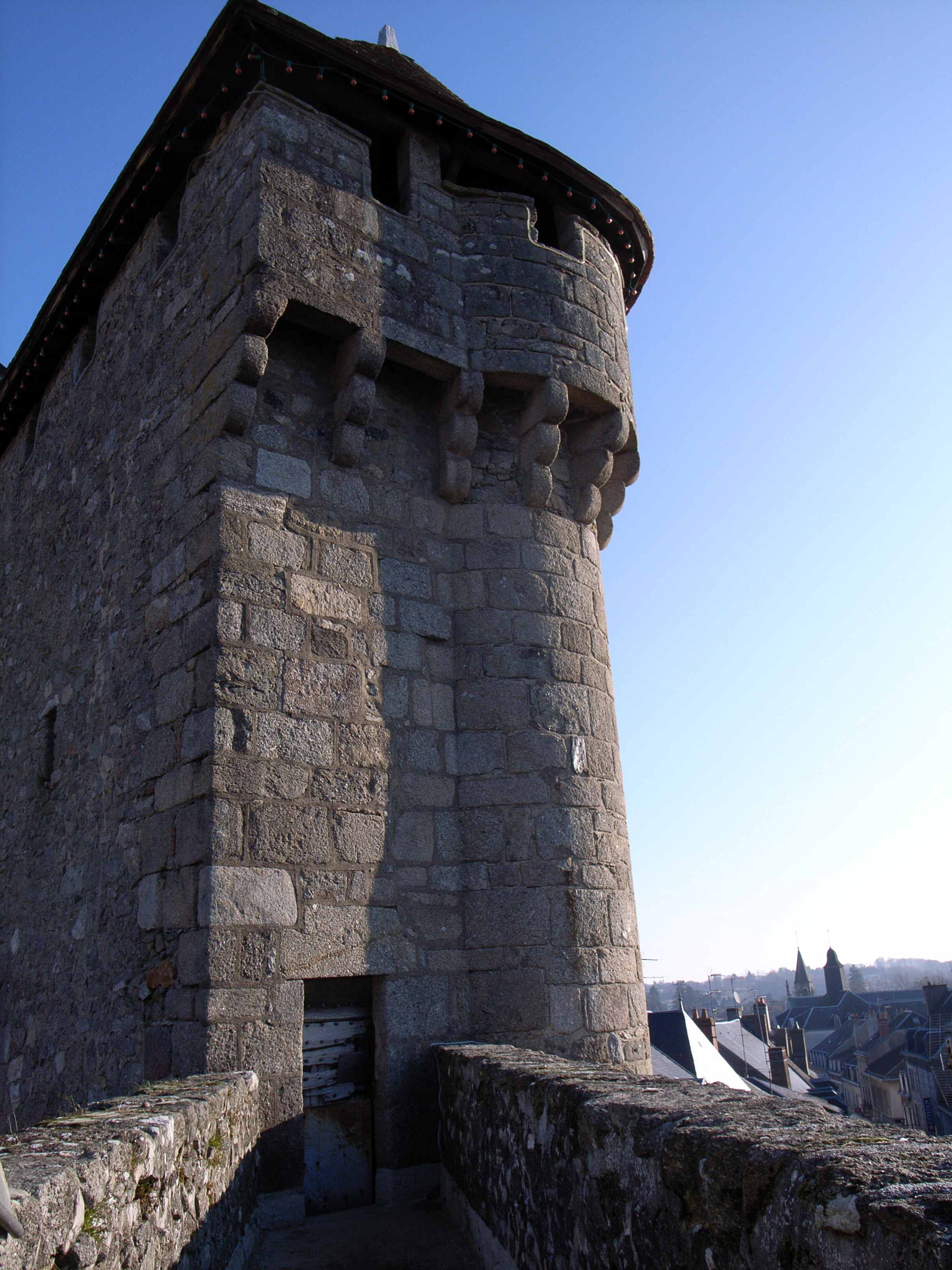
La tour de la porte Saint-Jean.
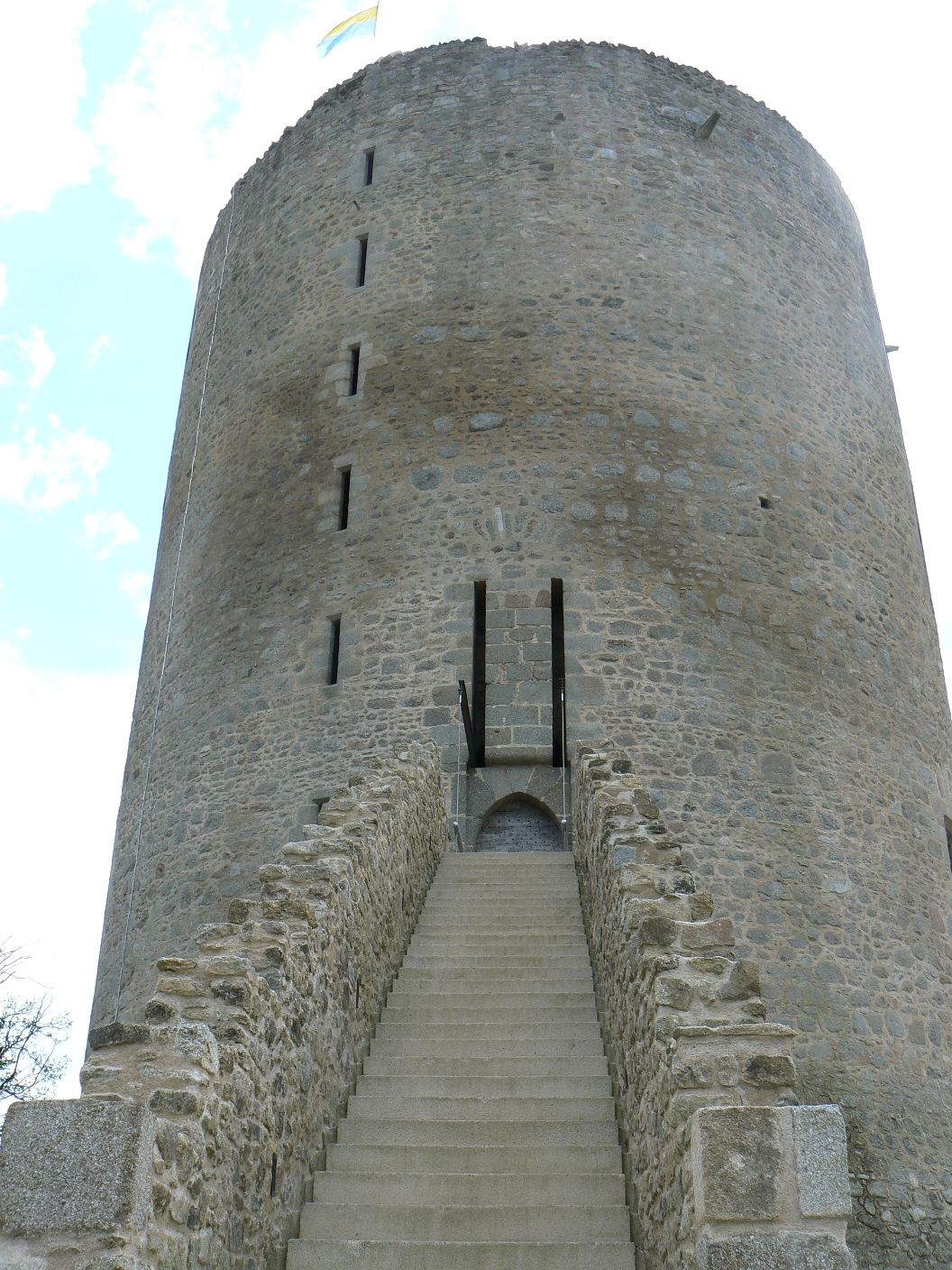
Tour de Bridiers.
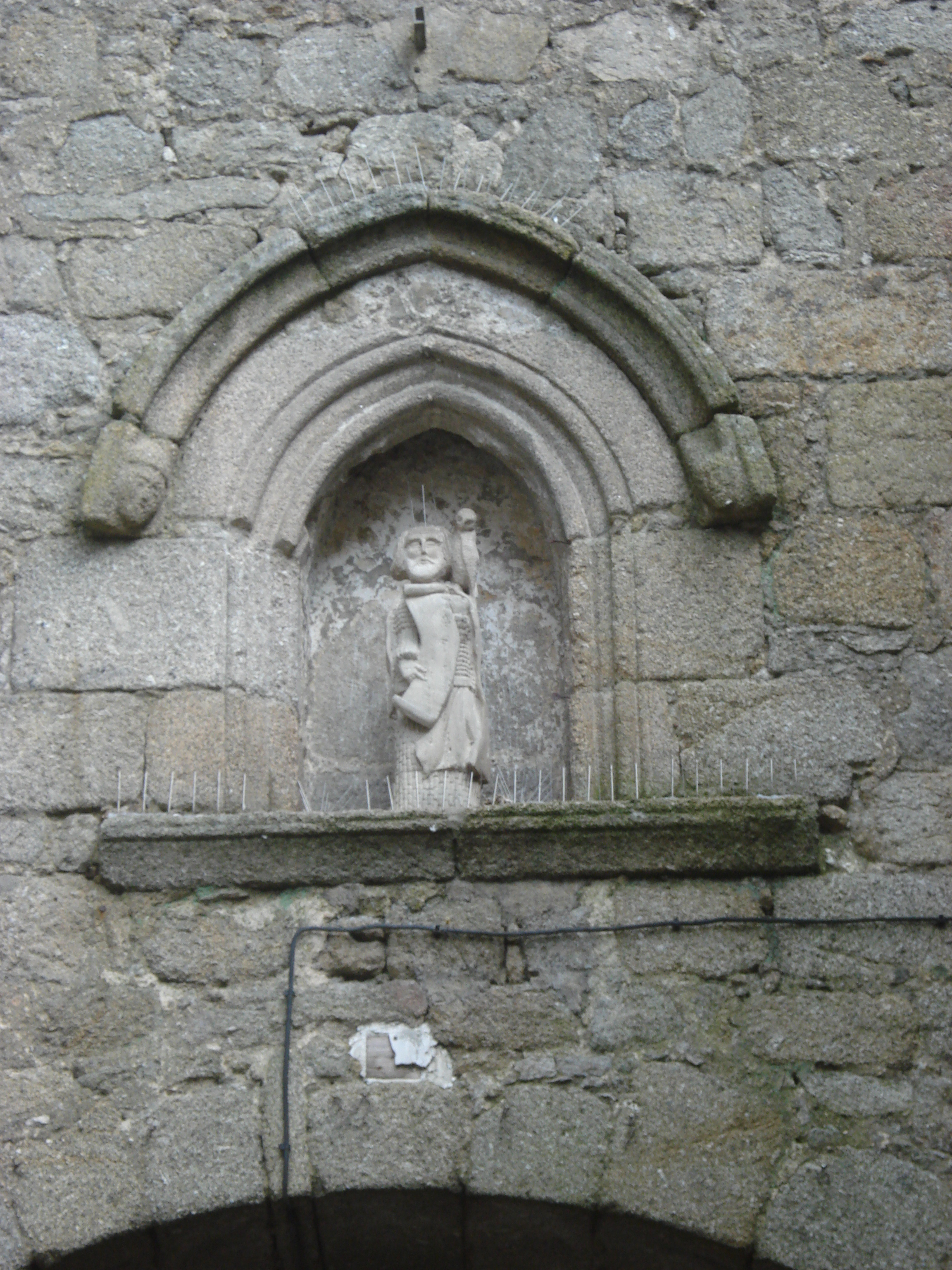
Statuette sur la porte Saint-Jean.

### Lieux et monuments

#### Patrimoine religieux
- L'église Notre-Dame, de style roman, chef-d'œuvre de transition du roman vers le gothique[61]. Restaurée par Paul Abadie au XIXe siècle, elle conserve une crypte construite par les moines de l'abbaye Saint-Martial de Limoges vers 1020 pour servir de sépulture au fondateur Géraud de Crozant. L'édifice auquel le granit confère un aspect sévère fut bâti aux XIIe et XIIIe siècles. La façade, avec son portail polylobé en arc légèrement brisé que flanquent deux lanternons, témoigne d'une influence mozarabe que l'on peut attribuer aux pèlerins de Saint-Jacques-de-Compostelle, La Souterraine se trouvant sur la Via Lemovicensis, une des principales routes de pèlerinage. L'édifice a été classé au titre des monuments historiques par la liste de 1840[62].

Crypte de l'abbatiale.
Cloche de 1555.
- Église Sainte-Madeleine de la Bussière-Madeleine. Elle est recensée dans l'Inventaire général du patrimoine culturel[65].
- Chapelle du couvent de sœurs du Sauveur et de la Sainte-Vierge[66],[67]

Orgue de la chapelle,,.
- Chapelle de la Vierge, quartier des Pentes et des Petites chapelles[71].
- Chapelle de recluse Saint-Eutrope, dite chapelle de la recluse[72].
- Croix[73].

#### Autres sites et patrimoines
- Le château de Bridiers (dont la tour est inscrite à l'inventaire supplémentaire des monuments historiques)[74]. Ses douves sont remplies d'eau. Il date des XVIe, XVIIe et XIXe siècles[75].
- Le château Lezat, construit en 1901[55], est l’ancienne demeure de François Chénieux (1845-1910), médecin de grande renommée et chirurgien de talent dont la clinique existe toujours à Limoges. Il a été maire de Limoges.
- La porte Saint-Jean, classée monument historique en 1920[76].
- La porte de Puy-Charraud, inscrite monument historique en 1941[77],[78].
- Vestiges de la tour dite tour de la Vigne[79].
- La lanterne des morts, inscrite monument historique en 1926[80].
- Borne de juridiction[81].
- Anciens moulins[82],[83].
- Fontaines, lavoirs, abreuvoirs[84].
- Kiosque à musique[85].
- Monument aux morts[86] : Conflits commémorés : Guerres 1914-1918 - 1939-1945 - AFN-Algérie (1954-1962)[87],[88].
- Borne médiévale de la Gérafie, erronément appelée menhir de la Gérafie, classée monument historique en 1889[89]. Elle marquait la limite entre la justice de la vicomté de Bridiers et la justice de la prévôté de La Souterraine.

Éléments remarquables :
- Le Cirque Valdi, la plus grande maquette de cirque animée du monde réalisée par Maurice Masvignier, est fermé depuis 2013.
- Rencontres de sculptures[90] : Nuage rouge, œuvre monumentale d'art contemporain de Laurent Saksik, installée dans la cour de la maison des jeunes et de la culture.

### Personnalités liées à la commune
- Philibert de Naillac, grand maître des Hospitaliers de Saint-Jean de Jérusalem de 1396 à 1421.
- Joachim du Chalard (mort en 1562), jurisconsulte et avocat au Grand Conseil (Paris), auteur d'une analyse des doléances des états généraux de 1560.
- Jean-Baptiste Alexandre Montaudon, général de division du Second Empire et député de la Somme.
- Jacques Mestadier (1771-1856), homme politique né à La Souterraine, député de la Creuse de 1817 à 1831.
- Marie de Jésus du Bourg (1788-1862) fondatrice des sœurs du Sauveur et de la Sainte Vierge[91].
- Frantz-André Burguet (1938-2011), journaliste, écrivain et scénariste.
- Paul Sauvage (1939-2019), international français de football.
- Gérard-François Dumont (1948), géographe, économiste, démographe politique et professeur.
- Antoine Glaser (1947), journaliste, écrivain.
- Stuart Staples (1965), musicien et chanteur du groupe Tindersticks.

### Héraldique
Selon d'Hozier, la ville porte : D'azur, à trois faces d'or.